# Piskar
Piskar (nep. पिस्कर) – gaun wikas samiti w środkowej części Nepalu  w strefie Bagmati w dystrykcie Sindhupalchowk. Według nepalskiego spisu powszechnego z 2001 roku liczył on 469 gospodarstw domowych i 2215 mieszkańców (1093 kobiet i 1122 mężczyzn).